# Pierre Chrétien Korte
Pierre Chrétien Korte, né le 30 juin 1788 à Gerresheim dans le duché de Berg et mort le 28 février 1862 à Paris, est un général et sénateur français, grand-croix de la Légion d'honneur.

## Carrière militaire

### Sous l'Empire
Il s’engage à l'âge de 15 ans au 7e régiment de hussards le 26 décembre 1803. 
Il participa à la campagne d'Autriche (Ans XIII, XIV et XV) et prend part à la bataille d'Austerlitz en 1805 et est nommé brigadier le 25 février 1806, puis maréchal des logis le 5 novembre 1807. 
Il participe ensuite aux campagnes de Prusse et de Pologne (1806 et 1807)
Pendant la campagne d'Espagne, il appartient à la brigade de cavalerie du général Wathier de Saint-Alphonse et prend part au siège de Saragosse. 
Il participe ensuite à la campagne de Russie (1812). Nommé adjudant sous-officier le 28 juin puis sous-lieutenant à Moscou par décret impérial du 8 octobre, Korte prend part à la bataille de la Moskova le 7 septembre et au combat de Mojaïsk le 12. Pendant la retraite, il rejoint le 23 décembre 1812 l'escadron sacré.
Pendant la campagne de Saxe en 1813, il participe successivement aux batailles de Lützen et de Bautzen. Le 21 décembre 1813, il est versé aux chasseurs à cheval de la Garde impériale (Jeune garde) et combat lors de la bataille de Leipzig. Il se distingue également à Brienne durant la campagne de France. Korte charge enfin avec Ney au cours de la bataille de Waterloo.

### À l'armée d'Afrique
« Le colonel Korte du 1er chasseurs d'Afrique, commandant supérieur de Teniet-el-Had, était venu au-devant du général, monté sur un magnifique cheval blanc. Il le maniait avec la grâce d’un cavalier formé aux traditions de l’ancienne équitation française. Qui se serait attendu à rencontrer dans ces solitudes, au milieu de ces Arabes indomptés, un représentant de la petite écurie de Versailles, sans rivale dans le monde ? Mais le colonel ne se contentait pas d’être un des meilleurs cavaliers de l’armée, tous estimaient son courage, et du point où nous étions nous voyions Aïn-Tesemsil, le plateau du Serrssous, où le général Changarnier avait ordonné une razzia que le colonel Korte exécuta avec autant de bonheur que d’audace.
Le 1er juillet 1842, au moment où la colonne du général Changarnier s’établissait au bivouac, ses coureurs lui annoncèrent une foule immense d’Arabes émigrants qui s’enfuyaient vers le sud. Le général alla la reconnaître, et, au retour, lança sur ces populations le colonel Korte et les 220 chasseurs, sa seule cavalerie. Les zouaves le soutenaient en cas de revers. Cavaliers, chameaux, femmes, enfants, troupeaux, c’était une multitude couvrant près de trois lieues de pays, protégée par plus de 1 500 cavaliers. La moindre hésitation eût perdu le colonel Korte ; aussi, comptant sur l’effroi que les chasseurs à cheval ont toujours inspiré aux Arabes, il se jeta hardiment à travers les émigrants, coupant un grand carré qu’il rabattit sur la colonne. Les coups de fusil furent nombreux, bien des nôtres y restèrent ; mais enfin, se faisant un rempart des chameaux porteurs de palanquins destinés, selon l’usage du sud, aux femmes et aux enfants de grandes familles, les chasseurs ramenèrent au camp 2 000 chameaux, 80 000 têtes de bétail, un butin immense et un grand nombre de prisonniers. »

— Pierre de Castellane, Souvenirs de la vie militaire en Afrique, Revue des deux Mondes 3. 1849.

### Retour en France
Il participe à la répression des journées de Juin et est cité par Victor Hugo dans les poèmes Cette nuit-là et Applaudissemnts des Châtiments
Extrait Cette nuit-là:

« Sur les quais, les soldats, dociles populaces,
Janissaires conduits par Reibell et Sauboul,
Payés comme à Byzance, ivres comme à Stamboul,
Ceux de Dulac, et ceux de Korte et d'Espinasse,
La cartouchière au flanc et dans l'œil la menace,
Vinrent, le régiment après le régiment,
Et le long des maisons ils passaient lentement,
A pas sourds, comme on voit les tigres dans les jongles
Qui rampent sur le ventre en allongeant leurs ongles
Et la nuit était morne, et Paris sommeillait
Comme un aigle endormi pris sous un noir filet.
Extrait Applaudissments:
Ton Champ de Mars subit ces vainqueurs répugnants,
Ces Maupas, ces Fortouls, ces Bertrands, ces Magnans,
Tous ces tueurs portant le tricorne en équerre,
Et Korte, et Carrelet, et Canrobert Macaire. »

Il participe au coup d’état de Louis-Napoléon Bonaparte le 2 décembre 1851 et est nommé par ce dernier sénateur le 29 décembre 1852 ; les sénateurs nommés par l'Empereur sont inamovibles et à vie. Une place de la ville d'Oran avait été baptisée de son nom.Cette place fut rebaptisée depuis du nom des frères Messaoudi .

### Famille
Il eut une fille naturelle, Théodora Caroline Korte, née le 10 décembre 1821 de sa liaison avec la marquise Marie Union Virginie Maret de Saint-Pierre dont le père, le marquis de Michel Maret de Saint Pierre, s'était opposé à leur mariage.

## Blessures
- Combat de Mojaïsk en Russie, 12 septembre 1812 après la bataille de la Moskova coup de feu à la tête
- Combat de Reichenbach en Saxe, 22 mai 1813, coup de lance
- Bataille de Brienne, campagne de France, 29 janvier 1814, trois coups de baïonnette
- Combat d'Oued-el-Alleg, Algérie, 31 décembre 1839, coup de feu à la tête
- Paris, Journées de Juin 1848, 25 juin 1848, coup de feu au bras

## Décorations
France
- Légion d'honneur :
  - Chevalier de la Légion d'honneur, 27 février 1814
  - Officier de la Légion d'honneur, 4 octobre 1823
  - Commandeur de la Légion d'honneur, 17 août 1841
  - Grand officier de la Légion d'honneur, 10 mai 1852
  - Grand-croix de la Légion d'honneur, 18 mars 1857
- Chevalier de l'Ordre royal et militaire de Saint-Louis
- Chevalier de l’Institution du Mérite militaire
- Médaille de Sainte-Hélène

 Espagne
- Chevalier de l’Ordre de Saint-Ferdinand

 Royaume de Belgique
- Grand Officier de l’Ordre de Léopold de Belgique

 Portugal
- Commandeur de l'Ordre de Saint Benoît d'Aviz